# Donnerova výprava

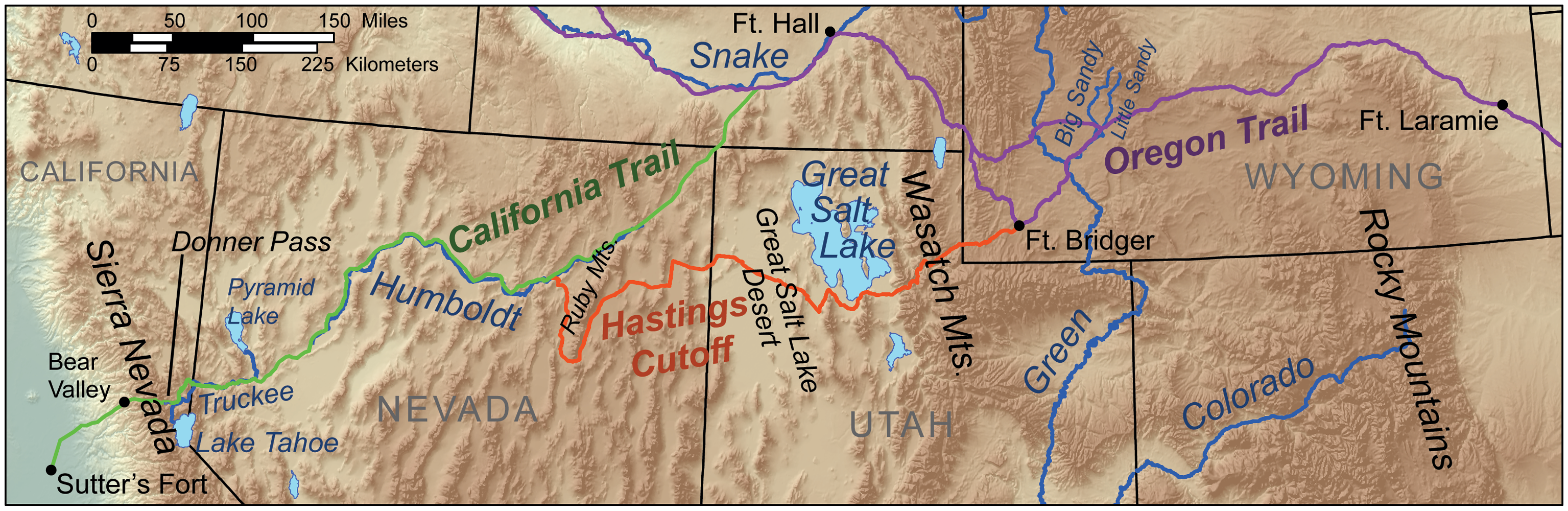
Trasa výpravy

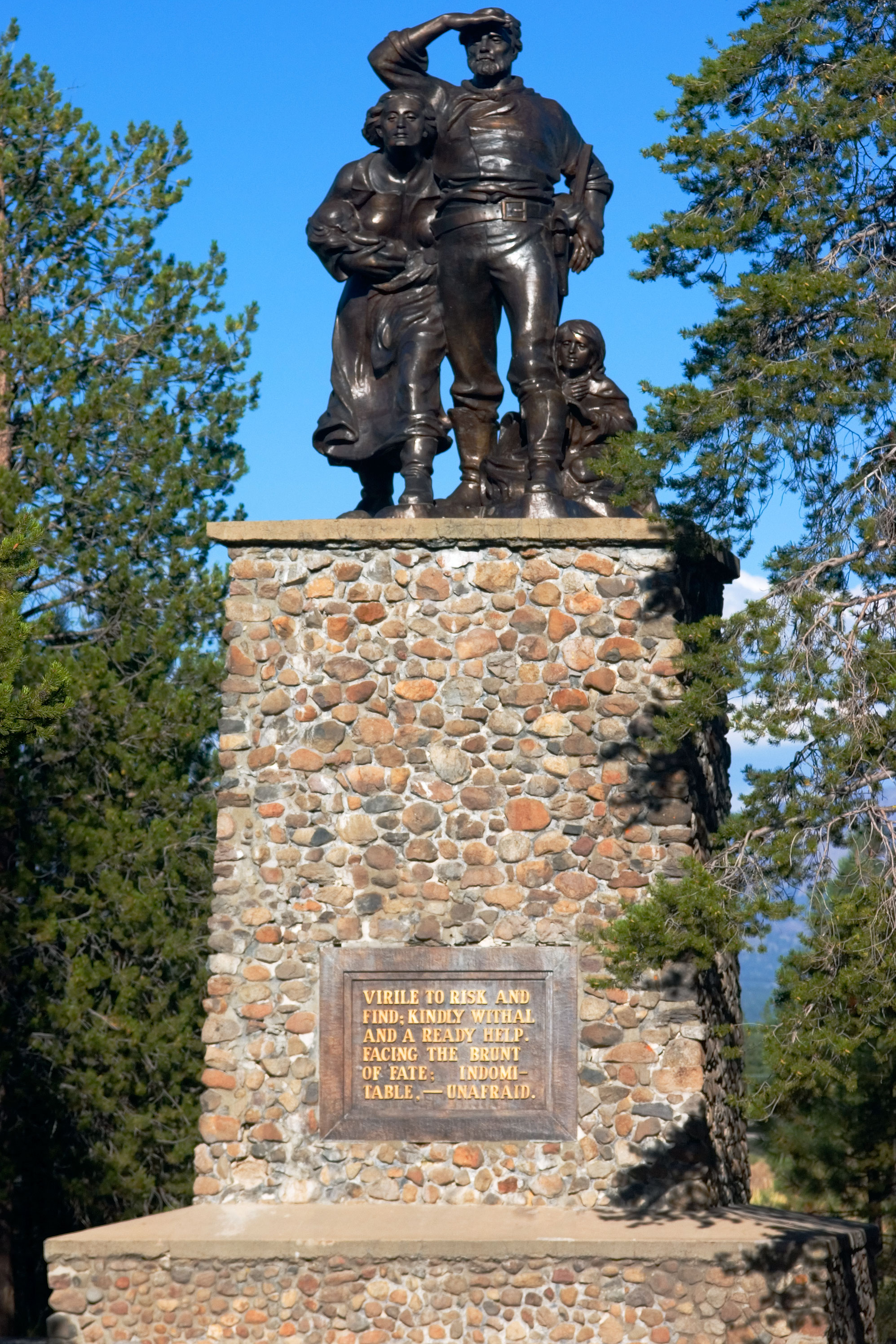
Pomník obětem tragédie

Donnerova výprava (Donner Party) je označení pro skupinu osadníků směřujících do Kalifornie, jejíž nedobrovolné přezimování v pohoří Sierra Nevada v letech 1846 až 1847 patří k nejtragičtějším epizodám osidlování Divokého západu a stalo se námětem řady knih a filmů.
Výpravu iniciovali obchodníci z Illinois George Donner a James Fraser Reed, kteří se rozhodli přidat k proudu lidí směřujících do bohaté a liduprázdné Kalifornie. Spolu se svými rodinami a několika společníky vytvořili karavanu krytých vozů, která v počtu 87 osob vyrazila 12. května 1846 z města Independence (Missouri) na západ. Ve Fort Bridger se rozhodli odbočit z Oregonské stezky a použít zkratku, kterou ve svém průvodci pro vystěhovalce doporučoval jistý Lansford Hastings. Cesta přes Velkou solnou poušť a podél Humboldtovy řeky však byla tak zdlouhavá, že kolonisté nestihli přejít Sierru Nevadu před příchodem zimy a 28. října je sněhová vánice uvěznila u jezera Truckee (později přejmenovaného na Donner Lake), kde se utábořili.
Osazenstvo tábora trpělo mrazem a nedostatkem potravin. 16. prosince se patnáct členů výpravy vydalo na sněžnicích přes hory, aby našli nejbližší lidská obydlí a přivedli pomoc. Pouze sedm z nich přežilo a 17. ledna 1847 dorazili do kalifornského Sutter's Fort. Nepříznivé počasí způsobilo, že záchranná výprava vyrazila až 5. února a nalezla tábor 19. února. Podařilo se jí dopravit nejnutnější potraviny a odvést přeživší ženy a děti do bezpečí, během března dorazily další dvě skupiny zachránců, které evakuovaly zbytek tábora. Celkem v táboře nebo po cestě z něj zahynulo 41 členů Donnerovy skupiny (včetně dvou indiánů, kteří se k ní přidali cestou), ostatní byli ve zbídačeném stavu. Otřesným svědectvím o životě v odříznutých horách je deník Patricka Breena.
Později se objevilo podezření, že někteří členové výpravy vděčili za své přežití tomu, že se živili masem svých zemřelých druhů; i když antropologický výzkum ostatků nepřinesl jasné potvrzení, vzhledem k nedostatku jiné potravy v zasněžených horách a narážkám v Breenových zápiscích označil Charles McGlashan ve své knize History of the Donner Party kanibalismus v táboře i na cestě do Sutter's Fort za nepochybný fakt. Jeden z přeživších, Lewis Keseberg, byl dokonce obviněn, že zavraždil Donnerovu manželku, aby ji mohl sníst, hodnověrné důkazy však chybějí.
Na místě tábora byl v roce 1918 odhalen pomník a v roce 1928 byl zřízen Donner Memorial State Park. O katastrofě vznikl hraný film The Donner Party (2009), zmiňuje se o ní Jess Walter v knize Nádherné trosky.